# 32. Unterseebootsflottille
La 32. Unterseebootsflottille était la 32e flottille de sous-marins allemands de la Kriegsmarine pendant la Seconde Guerre mondiale.
Formée en avril 1944 à Königsberg en Russie comme flottille d'entraînement (Ausbildungsflottille), elle est sous le commandement du Kapitän zer See Hermann Rigele.
Elle a principalement reçu des U-Boote de type XXIII.
Son histoire prend fin en mai 1945, lors de la capitulation allemande.

## Affectations
- Avril 1944 à mars 1945 : Königsberg;
- Mars 1945 à mai 1945 : Hambourg.

## Commandement
| Nom               | Grade            | Début      | Fin           |
| Hermann Rigele    | Fregattenkapitän | Avril 1944 | Décembre 1944 |
| Ulrich Heyse (en) | Korvettenkapitän | Mars 1945  | Mai 1945      |

## Unités
La flottille a reçu 43 unités durant son service, comprenant des U-Boote de type XXI (seulement deux U-Boote de ce type) et de type XXIII.
Unités de la 32. Unterseebootsflottille:
- U-2321 (en), U-2322 (en), U-2324 (en), U-2325 (pl), U-2326, U-2327, U-2328 (pl), U-2329 (en), U-2330, U-2331, U-2334 (en), U-2335 (en), U-2336, U-2337, U-2338, U-2339, U-2340, U-2341, U-2342, U-2343, U-2344, U-2345, U-2346, U-2347, U-2348, U-2349, U-2350, U-2351, U-2352, U-2353, U-2354, U-2355, U-2356, U-2357, U-2358, U-2359, U-2360, U-2361, U-2362, U-2364
- U-3001, U-3002